# روبرت غوردي
روبرت غوردي (بالإنجليزية: Robert Gordy)‏ هو موسيقي أمريكي، ولد في 15 يوليو 1931.

## وصلات خارجية
- روبرت غوردي على موقع IMDb (الإنجليزية)
- روبرت غوردي على موقع ميوزك برينز (الإنجليزية)
- روبرت غوردي على موقع ميوزك برينز (الإنجليزية)
- روبرت غوردي على موقع ديسكوغز (الإنجليزية)
- روبرت غوردي على موقع ديسكوغز (الإنجليزية)